# 老集寨乡
老集寨乡，是中华人民共和国云南省红河哈尼族彝族自治州金平苗族瑶族傣族自治县下辖的一个乡镇级行政单位。

## 行政区划
老集寨乡下辖以下地区：
马撒斯村、大竹棚村、丫口遮村、金竹寨村、白乐寨村、团结村和坪寨村。